# 關西學院大學
關西學院大學（日语：／ Kansei Gakuin Daigaku *），英語: 、簡稱「關學」、「關學大」、「KGU」，創建於1889年。是一所地处日本兵庫縣西宮市的私立大學，由學校法人關西學院經營，是属于基督教新教衛理宗的教會學校，創辦人是美國教育家蓝华德（Walter Russell Lambuth）牧師，旨在以基督精神的基礎上教育年輕學子，培養出世界公民。
关学基于校训“Mastery for Service”，以国际协力的视角，在众多的国际社会事业中进行着贡献。2004年起，关西学院与联合国青年志愿者计划（UNV）开始进行提携，学生以自愿参加的形式作为志愿者派遣到各个发展中国家。
西日本地区“关关同立”四大名校之一（分别为关西大学，关西学院大学，同志社大学与立命馆大学），日本「超级国际化大学计划（Top Global University Project）」成员校之一，被公认为日本关西地区的「贵族大学」，其商学部与经济学部的就职率常年稳居日本大学前三位。該校舊圖書館建築群, 為經典的西班牙修道院風格，周圍有240种约4.9萬株的樹圍繞著，共有240種樹，目前已被日本政府登錄為有形文化財。
关西学院大学同早稻田大学、庆应义塾大学并称日本“出世御三家”。2018年与同属基督教的上智大学签订全面连携协定，与庆应义塾大学签订双校区连携协定。截止2020年，与香港中文大学、复旦大学、中山大学，韩国延世大学，美国宾夕法尼亚大学，英国曼彻斯特大学，加拿大多伦多大学、麦吉尔大学，澳洲悉尼大学等国352所高等学府・机构处于官方学术协定合作关系。
關西學院大學是日本關西地區四所名門大學「關關同立」的成員校之一。

## 历史

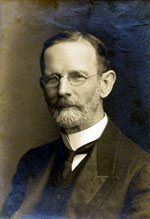
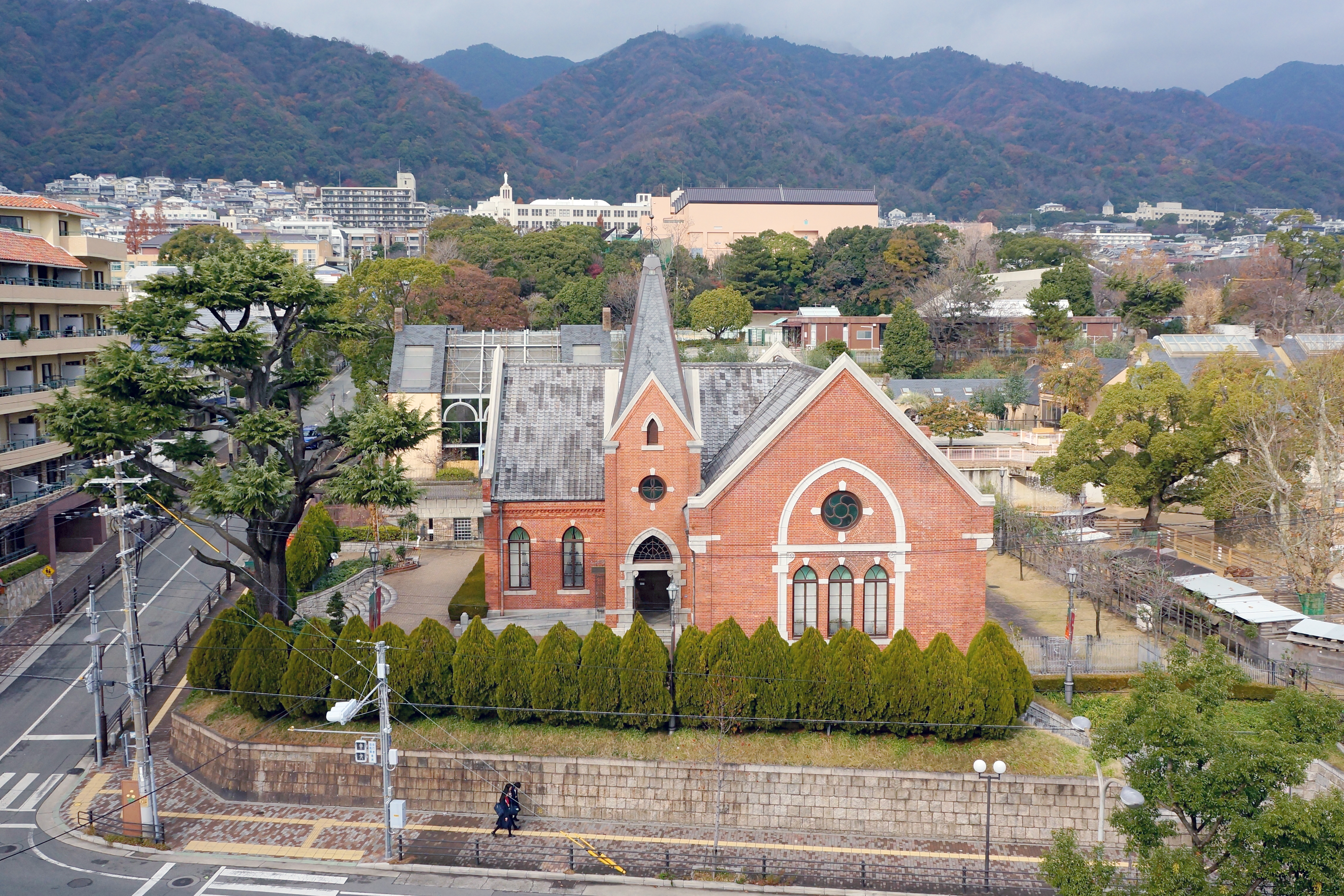
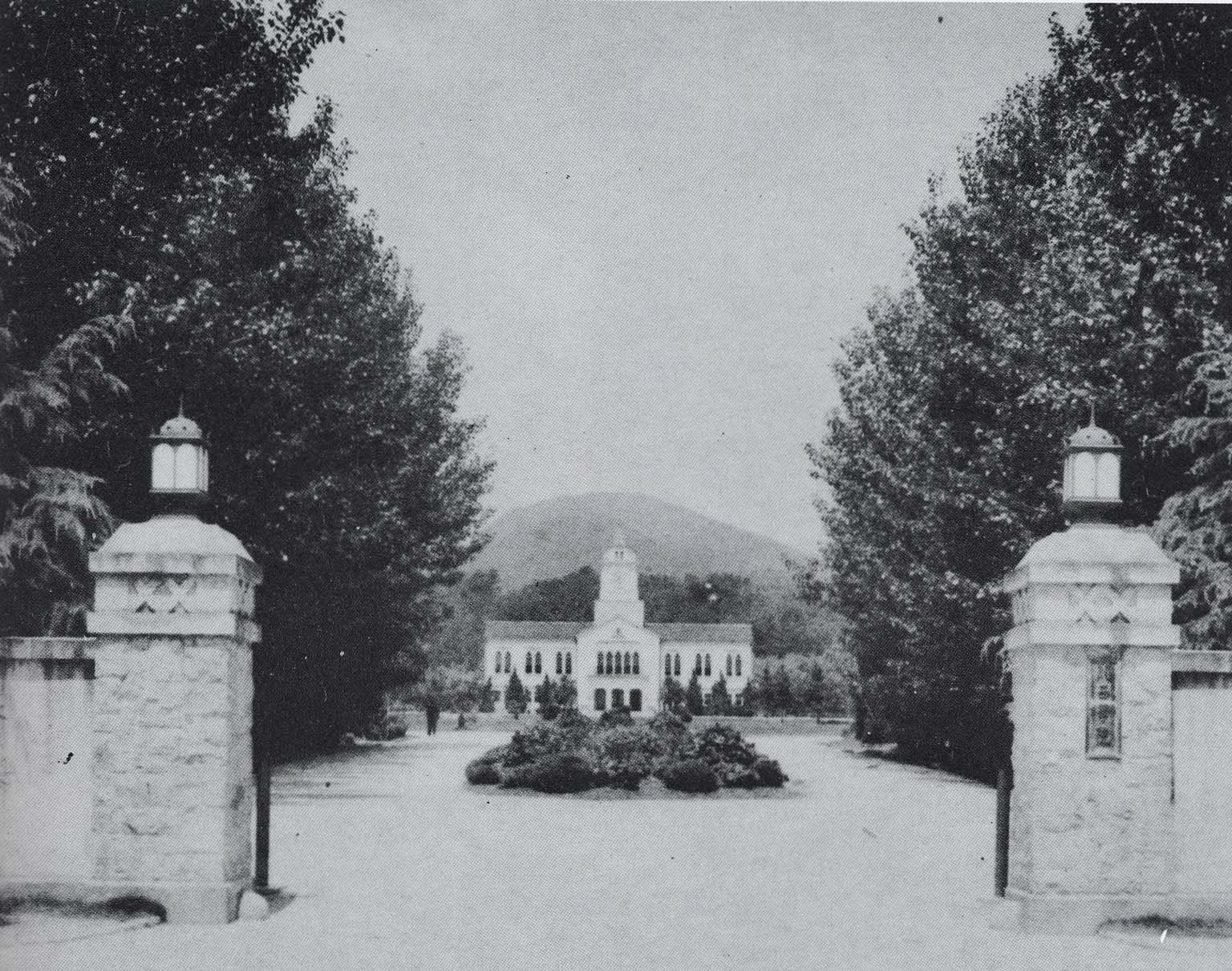
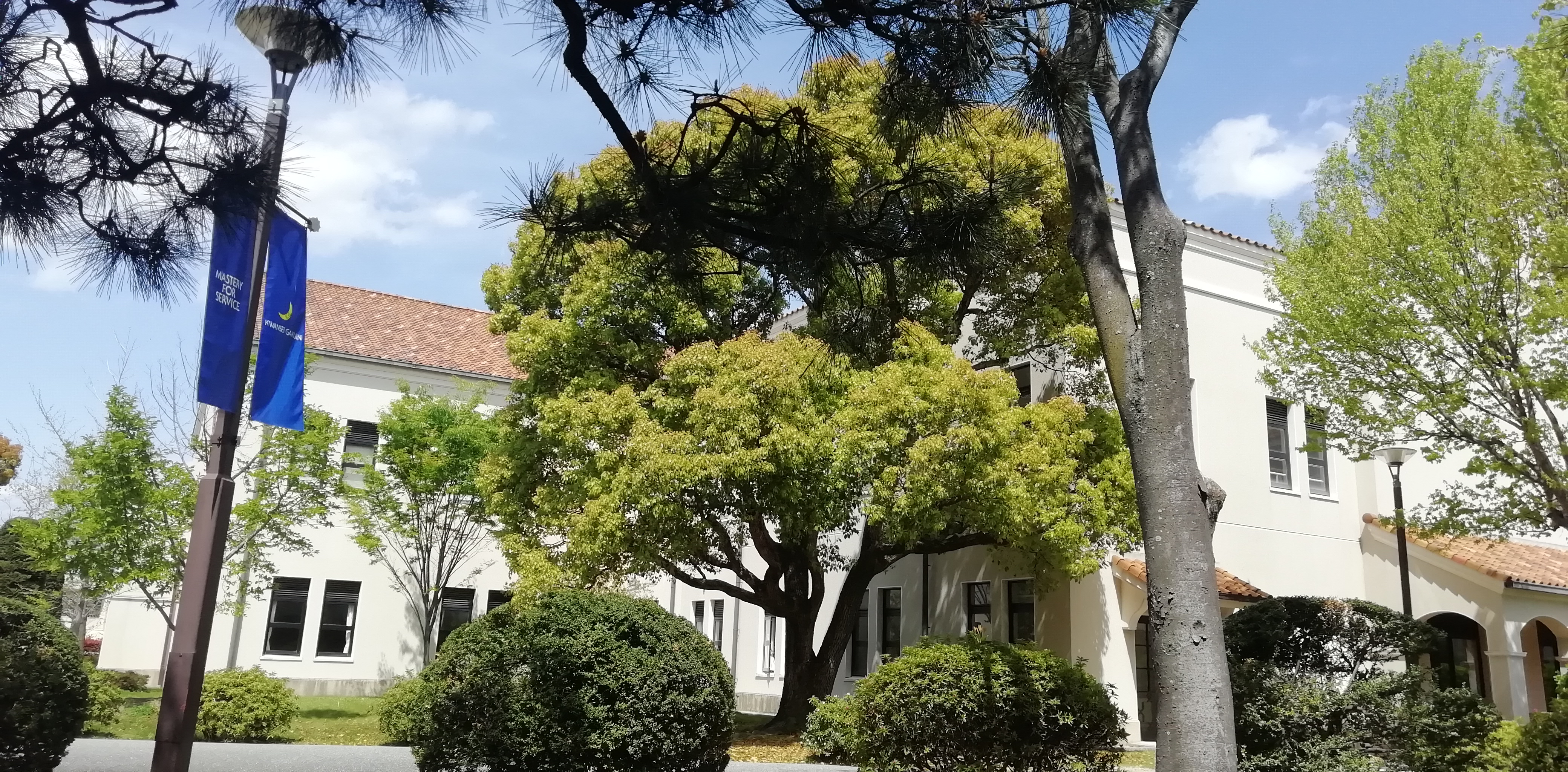

關西學院擁有幼兒園、初等部（小學）、中學部（初中）、高等部（高中）、短期大學、大學、大學院（研究生院）的綜合學園。校訓為繼承以身為“世界公民”為己任的藍華德精神，積極從事國際交流活動，截至2010年，關西學院大學的外籍教員約有75人，外國學生約有600人，與國外約100所大學締結姊妹校協定，每年約有500多名學生體驗國際教育課程，並致力於培養具有知識與專業，並能為社會作出貢獻的人才。2010年4月開設了第11個學部－國際學部，並與千里國際學園合併，由此使綜合學園更加具有國際性色彩。
1918年，大学令 （页面存档备份，存于）公布后，关西学院的学生也开始大学升格运动。 次年1月，学生大会表决通过大学升格的促进决议。校方也表示理解，并于6月将报告书提交给美国南方卫理公会和加拿大卫理公会。教会双方都有条件地批准了升格方案。但是，美国教育委员会以一战后经济萧条造成的财政困难为由，建议将大学升格推迟到1925年以后，通过国外资助早日升格大学的想法也被迫告停。
1929年建校40周年，学校以扩建校园及大学升格经费的筹集为目的， 迁至上原校区（兵库县武库郡甲东村，如今的兵库县西宫市上原）。1932年3月7日，关西学院大学受大学令设立，并开设预科学校。1934年4月1日，法文学部・商经学部开设。1937年，大学第一批共201名学生毕业。
2018年与同属基督教教宗的上智大学签订全面连携协定。截至2020年为止，学校与中国复旦大学、中山大学、香港中文大学，韩国延世大学、美国埃默里大学、英国曼彻斯特大学，加拿大多伦多大学、麦吉尔大学，澳洲悉尼大学等国高等学府・机构处于官方学术协定合作关系。
該校舊圖書館建築群, 為經典的西班牙修道院風格，周圍有240种约4.9萬株的樹圍繞著，共有240種樹，目前已被日本政府登錄為有形文化財。

## 历史沿革
- 1889年 - 美国南卫理监督公会传教士蓝华德在原田之森（兵库县菟原郡原田村，现神戸市滩区王子町・原田通）创立“关西学院”。当初设置有神学部与普通学部的2学部。起草关西学院宪法。
- 1900年 - 普通学部设立3年制英语专修科。
- 1912年 - 根据日本专门学校令，设置高等商学部文科・商科，成为高等教育机关。同年，第4代校长Cornelius John Lighthall Bates提出校训“Mastery for Service”。
- 1915年 - 普通学部改称中学部。在高等学部文科中设置社会学科（日本第一个社会学科）。
- 1921年 - 高等学部改为文学部、高等商业学部。
- 1928年 - 关西学院将校区自原田の森转移至现校区所在的西宫市上原。
- 1932年 - 根据大学令，关西学院大学成立。设置大学预科。
- 1933年 - 山田耕筰编写《空之翼》。
- 1934年 - 设置法文学部、商经学部。
- 1942年 - 设置法文学部文学科国文学专攻。
- 1944年 - 大学商经学部停止招生。专门部设置政经科、理工科（航空机科、合成化学科、制药工业科）
- 1945年 - 专门部理工科航空机科废止，转至工业经营科。
- 1946年 - 改为法学部、文学部、经济学部。专门部政经科改称高等商业学部。理工科改称理工专门部。设置食品化学科。设置文学专门部。
- 1950年 - 设置大学院修士课程。
- 1951年 - 设置商学部。设置文学部史学科。设置圣书神学专攻・日本文学专攻・社会学专攻（硕士）。
- 1952年 - 文学部神学科分离独立为神学部。
- 1954年 - 设置大学院博士课程。设置圣书神学专攻（博士）。设置日本文学专攻・英文学专攻・哲学专攻・心理学专攻（博士）。设置基础法学专攻（博士）。设置经济学专攻（博士）。设置美学专攻、西洋史学专攻（硕士）。
- 1956年 - 设置西洋史学专攻（博士）。
- 1960年 - 设置社会学部。
- 1961年 - 设置理学部（物理学科、化学科）。设置日本史学专攻（硕士），设置美学专攻・教育学专攻（博士）。社会学专攻分离独立为社会学研究科。设置社会学专攻・社会福祉学专攻（硕士），设置社会学专攻（博士）。设置商学专攻（博士）。
- 1963年 - 设置文学部法文学科。设置德文学专攻（硕士），设置日本史学专攻・德文学专攻（博士）。设置民刑事法学专攻（硕士・博士）。
- 1965年 - 设置物理学专攻・化学专攻（硕士）。
- 1967年 - 设立基督教主义教育研究室。设置法文学专攻（硕士・博士）。设置物理学专攻、化学专攻（博士）。
- 1968年 - 学生运动（-1969年6月）。
- 1978年 - 设置社会福祉学专攻（博士）。
- 1993年 - 设置商学研究科管理课程（昼夜开课・社会人対象）。
- 1995年 - 在现神戸三田校区设置综合政策学部。
- 1997年 - 全日本大学中首次导入复数领域专攻制度（MDS）。
- 1999年 - 设置社会学部社会福祉学科。设置大学院综合政策研究科。
- 2000年 - 于现大阪梅田校区位置开设新校区。
- 2001年 - 设置言语交流文化研究科。
- 2002年 - 理学部改称理工学部。设置生命科学科・信息科学科。于综合政策学部设置媒体信息科学科。
- 2003年 - 文学部改编为文化历史学科・综合心理科学科・文学言语学科的三学科。开设东京丸内校区。
- 2004年 - 亚洲首次联合国青年志愿者计划（UNV）进行提携。
- 2005年 - 于专门职大学院经营战略研究科设置经营战略专攻・会计专门职专攻。开设英语授业课程（日本关西地区首次）。
- 2006年 - 设置生命科学专攻（博士），设置信息科学专攻（硕士）。
- 2008年 - 社会学部社会福祉学科分离独立，于西宫上原校区设置人间福祉学部。于经营战略研究科设置尖端管理专攻（博士）。经济学部・法学部提携设置地域政策专业。
- 2009年 - 学校法人关西学院与学校法人圣和大学合并。于西宫圣和校区设置教育学部・教育学研究科。于综合政策学部设置都市政策学科・国际政策学科。于理工学部设置数理科学科・人体系统工学科，于生命科学科设置生命科学专攻・生命医科学专攻。于大学院理工学研究科设置数理科学专攻（硕士）。社会学部从5门专业扩充至3系7领域。于中国吉林・加拿大多伦多设立海外据点。
- 2010年 - 于西宫上原校区设置国际学部。
- 2013年 - 于大学院理工学研究科设置人体系统工学专攻（硕士・博士）。于教育学部设置教育学科。开展实践型“世界市民”育成计划。
- 2014年 - 于大学院国际学研究科设置国际学専攻（硕士・博士）。被日本文部科学省选入“超级国际化大学计划（Top Global University Project）。开设关西学院大学博物馆，举办125周年庆典。
- 2015年 - 于理工学部设置先进能源・纳米工学科、环境・应用化学科、生命医化学科。
- 2017年 - 设置大学院副专攻联合国・外交课程（硕士・专门职）。
- 2018年 - 与同属基督教教宗的上智大学签订全面连携协定。
- 2019年 - 开设西宫北口校区，转移司法研究科，开设心理科学实践中心。
- 2021年 - KSC的综合政策学部和理工学部进行重组。 理工学院将拆分重组为理学部、工学部、生命环境学部3个学部，并从综合政策学部中独立出建筑学科，新设建筑学部。

## 學院及研究中心

### 大學部(學院)

#### 西宮上原校區

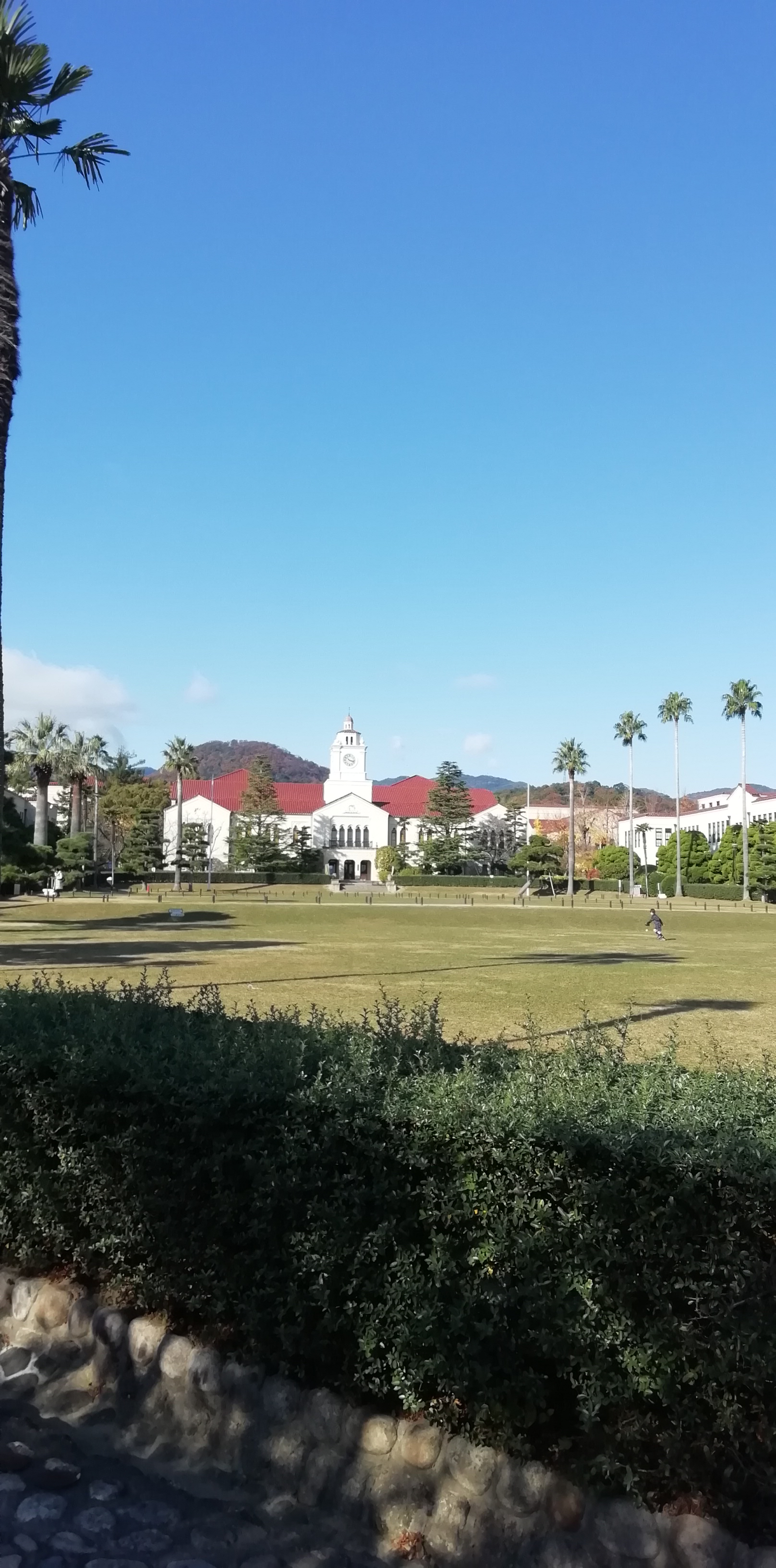
关西学院大学
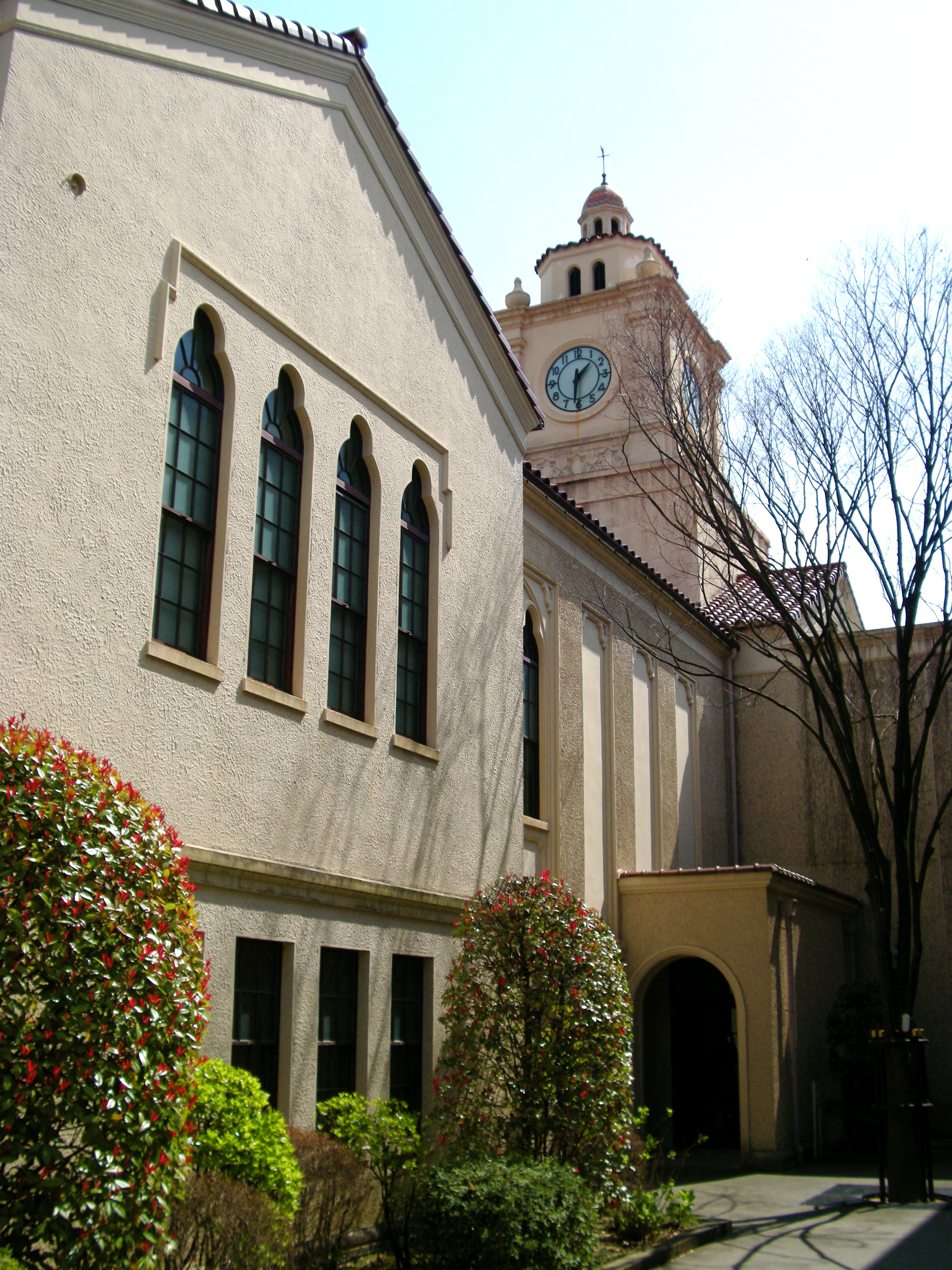
西宮上原校區
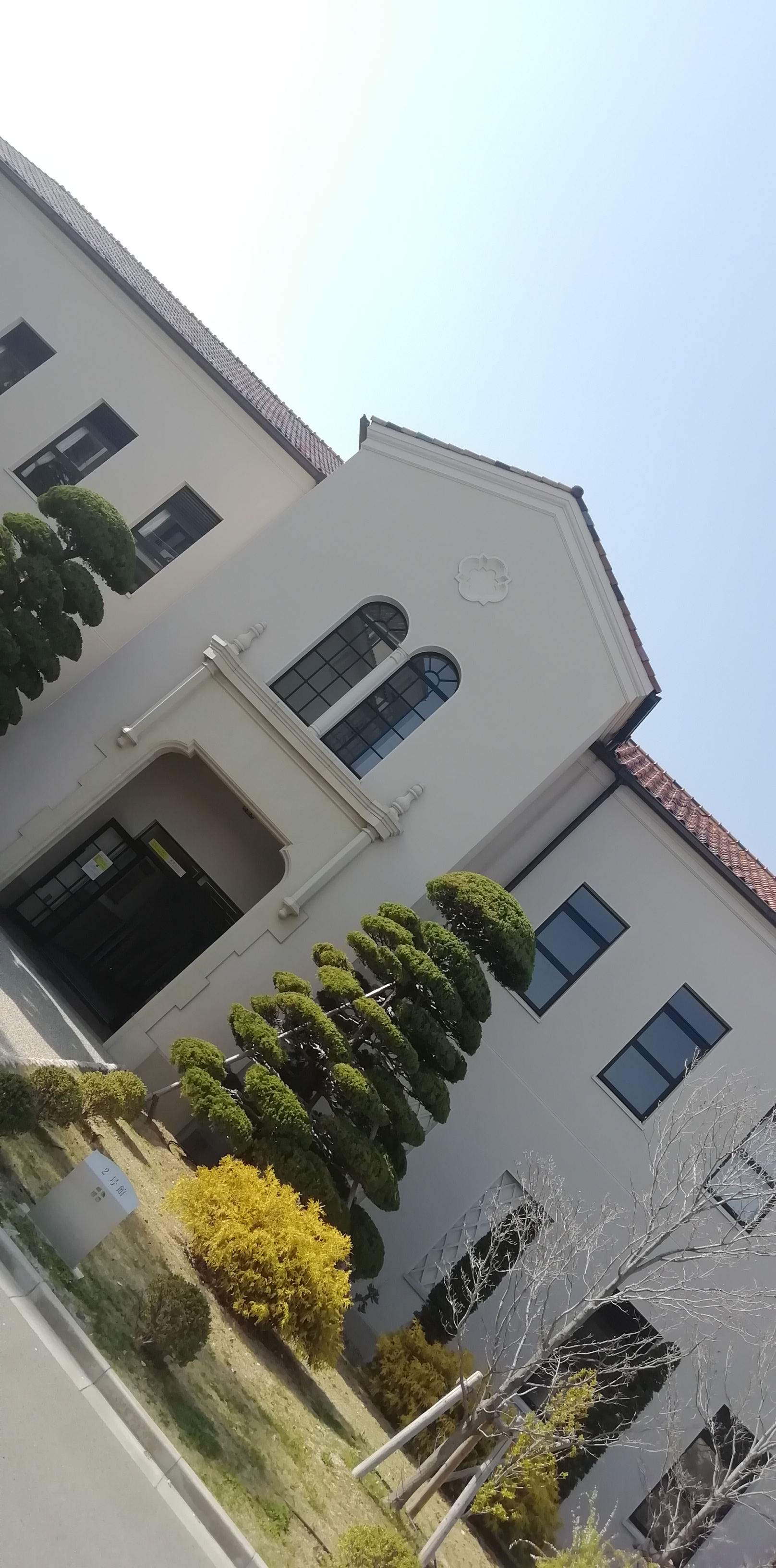
圣和2号馆

- 神學部 - School of Theology
- 文學部 - School of Humanities
- 社會學部 - School of Sociology
- 法學部 - School of Law and Politics
- 經濟學部 - School of Economics
- 商學部 - School of Business Administration
- 人間福祉學部 - School of Human Welfare Studies
- 國際學部 - School of International Studies (2010年預想成立)

#### 西宮聖和校區
- 教育學部 - School of Education

#### 神戶三田校區
- 總合政策學部 - School of Policy Studies
- 理工學部(废止) - School of Science and Technology
- 理学部(2021新设) - School of Science
- 工学部(2021新设) - School of Engineering
- 建筑学部(2021新设) - School of Architecture
- 生命环境学部(2021新设) - School of Biological and Environmental Sciences

### 大學院(研究所)

#### 西宮上原校區
- 神學研究科 - Graduate School of Theology
- 文學研究科 - Graduate School of Humanities
- 社會學研究科 - Graduate School of Sociology
- 法學研究科 - Graduate School of Law and Politics
- 經濟學研究科 - Graduate School of Economics
- 商學研究科 - Graduate School of Business Administration
- 語言文化研究科 - Graduate School of Language, Communication, and Culture
- 經營戰略研究科（專門職大學院） - Institute of Business and Accounting (Business School)
- 經營戰略專攻
- 企業經營科
- 國際經營科 - International Management Course
- 會計專門專攻
- 人間福祉研究科 - Graduate School of Human Welfare Studies

#### 西宮聖和校區
- 教育學研究科 - Graduate School of Education

#### 神戶三田校區
- 综合政策研究科 - Graduate School of Policy Studies
- 理工學研究科 - Graduate School of Science and Technology

#### 西宮北口校区
- 司法研究科 - Law School

### 研究中心
- 產業研究所 - Institute for Industrial Research
- 總合教育研究室 - Institute for Integrated Communication Research and Development
- 情報媒體研究中心 - Center for Information and Media Studies
- 言語教育研究中心 - Language Center
- 教職教育研究中心 - Research Center for Teacher Development
- 人權教育研究室 - Institute for Human Rights Research and Education
- 災害復興制度研究所 - Institute for the Research of Disaster Area Reconstruction
- 基督文化研究中心 - Research Center for Christianity and Culture
- 尖端社會研究所 - Institute for Advanced Social Research

## 学术交流
- 国内

上智大学，
兵库医科大学，
同志社大学，
庆应大学
姊妹校
广岛女学院大学
- 国外

 中華民國臺灣
國立交通大學，
國立台灣大學，
國立台灣師範大學，
國立台北教育大學，
東海大學，
東吳大學

 中华人民共和国大陆
复旦大学，
上海交通大学，
中山大学，
吉林大学，
中国人民大学，
北京第二外国語学院，
上海大学，
四川大学，
苏州大学,
香港中文大学，
香港浸会大学,
澳门大学
首尔市立大学，
延世大学，
庆熙大学，
梨花女子大学，
中央大学，
東国大学，
漢陽大学，
韓南大学
 新加坡
新加坡国立大学，
南洋理工大学
 泰國
易三仓大学
 越南
商业大学，
贸易大学
悉尼大学，
新南威尔士大学，
昆士兰大学，
西澳大学，
阿德莱德大学
 英国
牛津大学，
曼彻斯特大学，
伦敦大学
 德国
奥格斯堡大学,
不来梅大学,
雷根斯堡大学
 比利时
天主教鲁汶大学
 法國
巴黎大学，
里昂第二大学
 義大利
博洛尼亚大学，
罗马大学
 加拿大
多伦多大学，
麦吉尔大学，
不列颠哥伦比亚大学，
皇后大学，
渥太华大学
 美国
伊利诺伊大学芝加哥分校，
埃默里大学，
范德堡大学，
乔治亚大学，
南缅因州大学
 巴西
圣保罗大学

## 體育
關西學院大學擁有34隊體育校隊，於國內各項體育聯賽都有所參與。然而，與其他私立大學有所不同，它並不會向校隊隊員特別提供體育獎學金，關西學院大學的美式足球、籃球、棍網球、足隊校隊皆屬日本學界前列。
其中，美式足球校隊共奪得28次全國冠軍，為各日本大學之中最多。

## 知名校友

### 政界
| 人物       | 毕业院系     | 职业                                                |
| ---------- | ------------ | --------------------------------------------------- |
| 小池百合子 | 社会学部中退 | 东京都市长、原国务大臣防卫大臣、环境大臣            |
| 末松信介   | 法学部毕业   | 参议院议员、自民党兵库県选区                        |
| 竹内英昭   | 社会学部毕业 | 原兵库县三田市长                                    |
| 豆田正明   | 法学部毕业   | 原兵库县赤穂市长                                    |
| 横山忠始   | 法学部毕业   | 香川县三豊市长                                      |
| 东川裕     |              | 奈良县御所市长                                      |
| 东坂浩一   | 经济学部毕业 | 大阪府大东市长                                      |
| 山田知     | 法学部毕业   | 原兵库县西宫市长                                    |
| 渡部完     | 社会学部毕业 | 原兵库县宝冢市长                                    |
| 林英夫     | 社会学部毕业 | 原兵库县神戸市议会议员、原SUN电视台播音员、报道部长 |
| 吉羽美华   |              | 原大阪府寝屋川市议会议员                            |

### 财经界
| 人物     | 毕业院系   | 职业                                                       |
| -------- | ---------- | ---------------------------------------------------------- |
| 森下洋一 | 商学部毕业 | 関西学院理事长、索尼相谈役、日本経済団体连合会评议员会议长 |

### 文学界
| 人物   | 毕业院系     | 职业                            |
| ------ | ------------ | ------------------------------- |
| 谷川流 | 法学部毕业   | 小说家-代表作【凉宫春日的忧郁】 |
| 团鬼六 | 法学部毕业   | 小说家-代表作【花与蛇】         |
| 杜国清 | 文学硕士毕业 | 诗人-代表作【雪崩】             |

### 体育界
| 人物     | 毕业院系       | 职业                           |
| -------- | -------------- | ------------------------------ |
| 大松博文 | 高等商业部毕业 | 日本女子排球队教练             |
| 田口壮   | 商学部毕业     | 圣路易红雀队员，职业棒球运动员 |

### 演艺界
| 人物     | 毕业院系       | 职业              |
| -------- | -------------- | ----------------- |
| 中间淳太 | 社会学部毕业   | Johnny's WEST成员 |
| 丰川悦司 | 文学部中退     | 演员              |
| 高岛忠夫 | 関西学院高等部 | 演员              |

## 事件簿
1969年６月在神户发生全学共鬥会议。
1971年因商学部教员的歧视言论开始重视人权教育，并在每年举办“彩虹周”以促近学生理解同性恋。
1995年受阪神地震影响，造成巨大经济损失。

## 大学排名
- QS Asia University Rankings 2020.300-350位 （页面存档备份，存于）
- THE世界大学ランキング2020日本版45名 （页面存档备份，存于）
- THE World University Rankings 2021.1001+

## 相關項目
- 關關同立
- 超级全球大学
- 亚洲基督教大学协会